# 泰国剧集作品列表 (2020年代)
本列表列出泰国各大电视台在2020年代播出的电视劇集。